# Fran Beltrán
Francisco José ("Fran") Beltrán Peinado (Seseña, 3 februari 1999) is een Spaans voetballer die doorgaans speelt als middenvelder. In augustus 2018 verruilde hij Rayo Vallecano voor Celta de Vigo.

## Clubcarrière
Beltrán speelde vanaf zijn achtste jaar in de jeugd van Getafe en kwam in 2013 terecht in de opleiding van Rayo Vallecano. Zijn debuut in het eerste elftal maakte de middenvelder op 20 augustus 2016, toen met 2–1 werd verloren op bezoek bij Elche. Patrick Ebert opende de score nog voor Rayo Vallecano, maar door twee treffers van Javier Matilla won Elche alsnog. Beltrán mocht van coach José Ramón Sandoval in de basis beginnen en hij speelde de volledige negentig minuten mee. Zijn eerste doelpunt maakte de middenvelder op 29 oktober 2016, op bezoek bij Tenerife. Anthony Lozano opende de score voor Tenerife en Amath Ndiaye verdubbelde de voorsprong. Na een halfuur zorgde Beltrán voor de aansluitingstreffer. Na rust scoorde Ndiaye opnieuw en Manucho zorgde voor het slotakkoord: 3–2. In het seizoen 2017/18 speelde Beltrán veertig van de tweeënveertig competitiewedstrijden mee en Rayo Vallecano kroonde zich tot kampioen van de Segunda División. Hierop trok Celta de Vigo de Spaanse middenvelder aan voor circa acht miljoen euro aan en Beltrán zette zijn handtekening onder een verbintenis voor de duur van vijf seizoenen. Dit contract werd in januari 2022 opengebroken en met drie seizoenen verlengd tot de zomer van 2026.

## Clubstatistieken
| Seizoen | Club           | Competitie       | Competitie | Competitie | Beker | Beker | Internationaal | Internationaal | Totaal | Totaal |
| Seizoen | Club           | Competitie       | Wed.       | Dlp.       | Wed.  | Dlp.  | Wed.           | Dlp.           | Wed.   | Dlp.   |
| ------- | -------------- | ---------------- | ---------- | ---------- | ----- | ----- | -------------- | -------------- | ------ | ------ |
| 2016/17 | Rayo Vallecano | Segunda División | 31         | 1          | 2     | 0     | —              | —              | 33     | 1      |
| 2017/18 | Rayo Vallecano | Segunda División | 40         | 0          | 1     | 0     | —              | —              | 41     | 0      |
| 2018/19 | Celta de Vigo  | Primera División | 30         | 1          | 2     | 0     | —              | —              | 32     | 1      |
| 2019/20 | Celta de Vigo  | Primera División | 28         | 1          | 2     | 0     | —              | —              | 30     | 1      |
| 2020/21 | Celta de Vigo  | Primera División | 32         | 3          | 2     | 0     | —              | —              | 34     | 3      |
| 2021/22 | Celta de Vigo  | Primera División | 37         | 1          | 2     | 0     | —              | —              | 39     | 1      |
| 2022/23 | Celta de Vigo  | Primera División | 36         | 0          | 3     | 0     | —              | —              | 39     | 0      |
| 2023/24 | Celta de Vigo  | Primera División | 33         | 0          | 4     | 0     | —              | —              | 37     | 0      |
| 2024/25 | Celta de Vigo  | Primera División | 6          | 1          | 0     | 0     | —              | —              | 6      | 1      |
| Totaal  | Totaal         | Totaal           | 273        | 8          | 18    | 0     | 0              | 0              | 291    | 8      |

Bijgewerkt op 27 september 2024.

## Erelijst
| Segunda División | 1 | 2017/18 |